# 배드 사마리안
《배드 사마리안》(영어: Bad Samaritan)은 2018년 공개된 미국의 공포 스릴러 영화이다. 딘 데블린이 감독을, 브랜던 보이스가 각본을 맡았으며, 데이비드 테넌트, 로버트 시헌 등이 출연하였다. 영국에서는 2018년 8월 24일에, 미국에서는 2018년 5월 4일에, 대한민국에서는 2018년 10월 18일에 개봉하였다.
평단으로부터 대체로 혼재된 평가를 받았다.

## 줄거리
살고 싶다면 절대 못 본 척해라
고급 레스토랑 손님들의 차를 발레파킹 한다는 핑계로 그들의 집을 털며 생계를 유지하는 '숀'은 어느 날 마세라티를 타고 온 VIP 손님 ‘케일’의 초호화 저택에 몰래 들어갔다가 숨겨진 방에서 쇠사슬로 묶여진 채 감금된 여인을 발견한다.
뒤돌아 나왔어야 할 순간 살려달라는 여인의 말에 그는 결국 돌이킬 수 없는 선택을 하게 되고, 그 때부터 직장, 여자친구, SNS까지 주변의 모든 일상이 하나둘씩 처참하게 짓밟히고 감당할 수 없는 위협이 ‘숀’의 숨통을 조여오기 시작하는데…
감히 누군가를 구하려고 한다면, 넌 반드시 죽는다

## 출연진
- 데이비드 테넌트 - 케일 에런드레이크 역
- 로버트 시헌 - 숀 팰코 역
- 케리 콘던 - 케이티 홉굿 역
- 칼리토 올리베로 - 데릭 샌도벌 역
- 재클린 바이어스 - 라일리 시브룩 역
- 트레이시 헤긴스 - 올리비아 풀러 역
- 롭 네이글 - 돈 팰코 역
- 리사 브레너 - 헬렌 레이턴 역
- 해나 베어풋 - 서빈 역
- 브랜던 보이스 - FBI 상관 역